# بابلو دي بيدرو
بابلو دي بيدرو (بالألمانية: Pablo de Pedro)  (و. 1980  م) هو راكب دراجة هوائية إسباني، ولد في شقوبية.

## روابط خارجية
- بابلو دي بيدرو على موقع الاتحاد الدولي للدراجات (الإنجليزية)
- بابلو دي بيدرو على موقع أرشيف الدراجات (الإنجليزية)
- بابلو دي بيدرو على موقع إحصائيات الدراجات الإحترافية (الإنجليزية)